# Jezioro przybrzeżne

Schemat powstawania jeziora przymorskiego (przybrzeżnego)

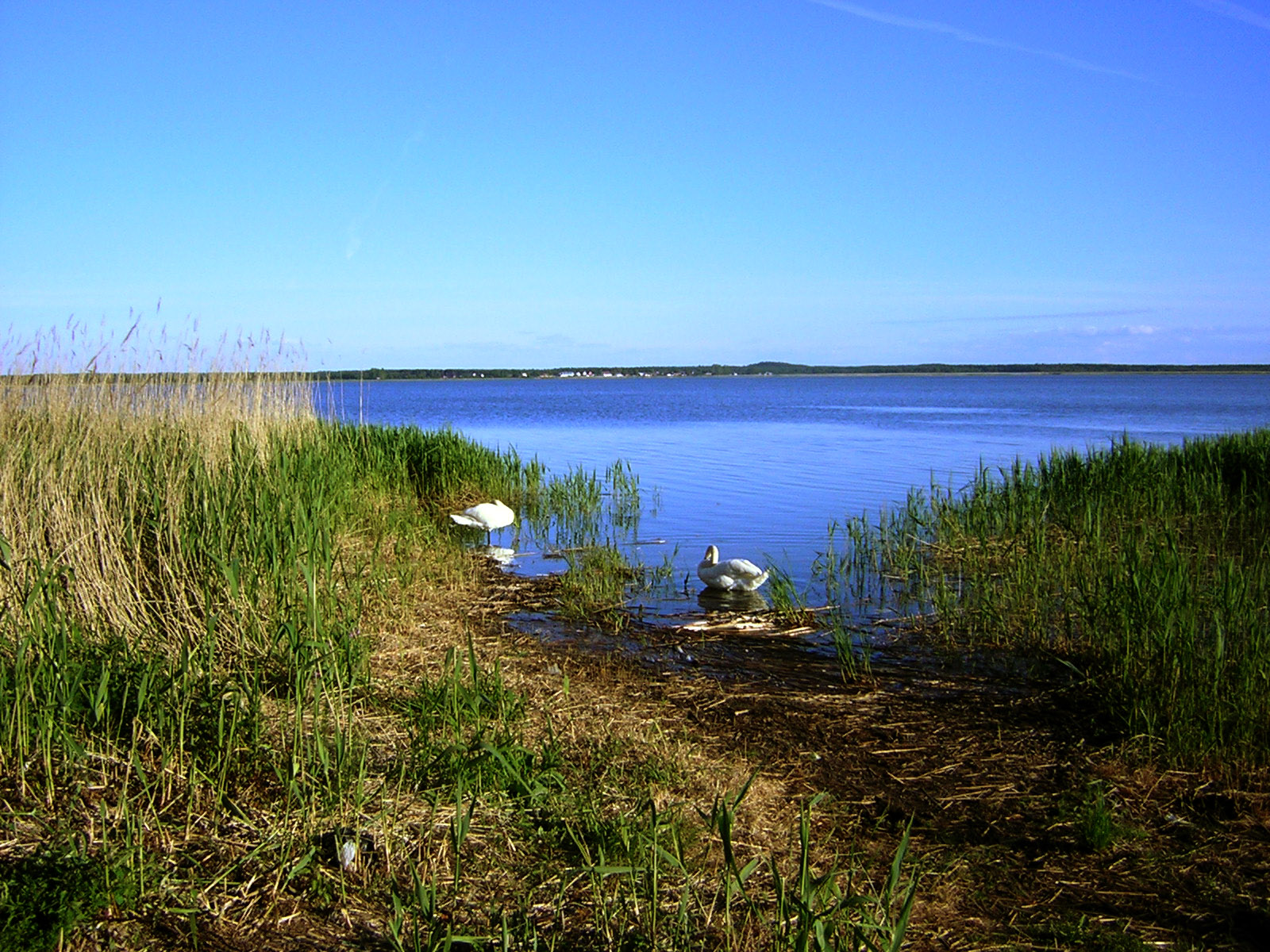
Łebsko

Jezioro przybrzeżne, właściwie jezioro przymorskie  – zbiornik wodny całkowicie oddzielony od morza mierzeją, niegdyś zatoka morska, laguna (jezioro lagunowe), liman (jezioro limanowe) czy delta rzeki (jezioro deltowe). Ich powstanie tłumaczy się odcięciem załamań linii brzegowej mórz piaszczystymi mierzejami, utworzonymi w wyniku akumulacyjnej działalności morza (prądów przybrzeżnych). Po latach, z powodu braku dostępu do wody słonej, jeziora przymorskie (przybrzeżne) zawierają wodę słodką.

## Jeziora przymorskie (przybrzeżne) w Polsce
Większość jezior przymorskich w Polsce to zbiorniki rozległe i płytkie, ze słabo rozwiniętą linią brzegową, a także dużymi wahaniami poziomu lustra wody, które przekraczają nawet 100 cm. Cechami, które charakteryzują te jeziora są: duże falowania, eutrofizacja wód, dobre natlenienie wód aż do dna, mętność wód (widzialność od 0,5 do 1 m), lekkie zasolenie. Z powodu słabej przezroczystości i silnego falowania w takich zbiornikach bardzo słabo rozwija się roślinność podwodna. Strefę przybrzeżną zarasta najczęściej roślinność szuwarowa.
Przykłady jezior przymorskich (przybrzeżnych) w Polsce: Sarbsko, Łebsko, Jezioro Dołgie Wielkie, Jezioro Dołgie Małe, Gardno, Wicko, Bukowo, Jamno, Koprowo, Resko Przymorskie, Kopań i Liwia Łuża.